# Messier 72
Messier 72 sau M72 este un roi de stele globular.